# Lepeophtheirus
Lepeophtheirus är ett släkte av kräftdjur som beskrevs av von Nordmann 1832. Lepeophtheirus ingår i familjen Caligidae.

## Bildgalleri

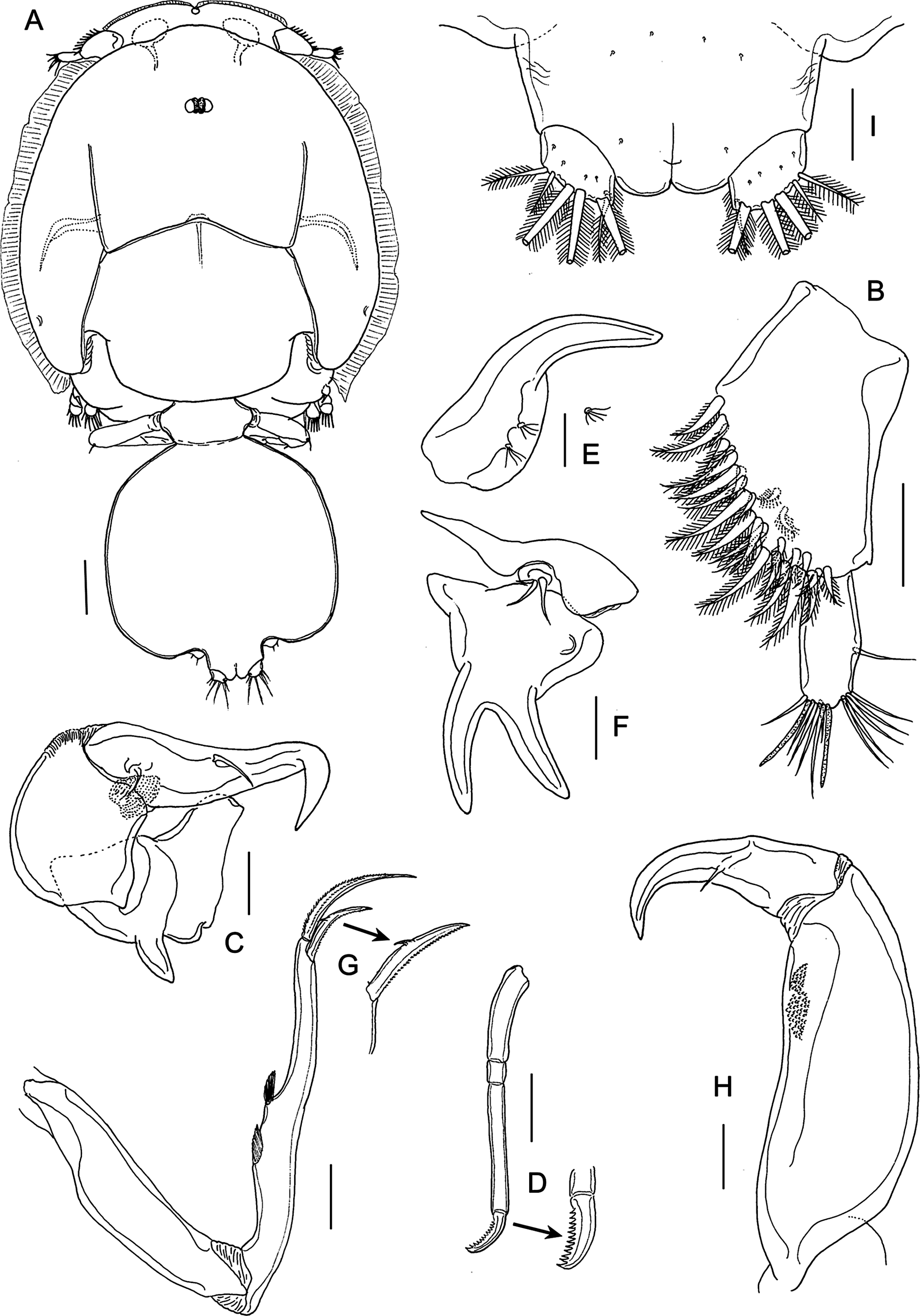

## Dottertaxa tillLepeophtheirus, i alfabetisk ordning[1][2]
- Lepeophtheirus abdominis
- Lepeophtheirus appendiculatus
- Lepeophtheirus bagri
- Lepeophtheirus bifidus
- Lepeophtheirus bifurcatus
- Lepeophtheirus bonaci
- Lepeophtheirus brachyurus
- Lepeophtheirus breviventris
- Lepeophtheirus constrictus
- Lepeophtheirus crassus
- Lepeophtheirus cuneifer
- Lepeophtheirus curtus
- Lepeophtheirus dissimulatus
- Lepeophtheirus edwardsi
- Lepeophtheirus eminens
- Lepeophtheirus eurus
- Lepeophtheirus goniistii
- Lepeophtheirus hastatus
- Lepeophtheirus hexagrammi
- Lepeophtheirus hippoglossi
- Lepeophtheirus hospitalis
- Lepeophtheirus hummi
- Lepeophtheirus longiabdominis
- Lepeophtheirus longipes
- Lepeophtheirus longispinosus
- Lepeophtheirus marcepes
- Lepeophtheirus monacanthus
- Lepeophtheirus nanaimoensis
- Lepeophtheirus nordmanni
- Lepeophtheirus oblitus
- Lepeophtheirus parvicruris
- Lepeophtheirus parvipes
- Lepeophtheirus parviventris
- Lepeophtheirus parvus
- Lepeophtheirus paulus
- Lepeophtheirus pectoralis
- Lepeophtheirus pollachius
- Lepeophtheirus pravipes
- Lepeophtheirus remiopsis
- Lepeophtheirus rotundipes
- Lepeophtheirus salmonis
- Lepeophtheirus spatha
- Lepeophtheirus sturionis
- Lepeophtheirus thompsoni